# Frank Campanella
Frank Campanella (New York, 12 maart 1919 - Los Angeles, 30 december 2006) was een Amerikaans acteur. Hij was de broer van acteur Joseph Campanella.
Hij werd geboren als de zoon van Siciliaanse immigranten. Gedurende zijn jeugd sprak hij voornamelijk Italiaans; dit bleek tijdens de Tweede Wereldoorlog goed van pas te komen, toen hij - als gewoon burger - voor de Amerikaanse regering als vertaler werkte. Hij studeerde drama aan het Manhattan College.
Zijn eerste filmrol kreeg hij in 1949 toen hij te zien was in de sciencefictionserie Captain Video and His Video Rangers. Hij ging door met acteren en was in meer dan honderd films en televisieafleveringen te zien. Hij hielp Robert De Niro met het leren van de Siciliaanse taal voor diens rol als de jonge Vito Corleone in de film The Godfather Part II. Hij speelde ook filmrollen in onder meer Somebody Up There Likes Me, What's So Bad About Feeling Good? (met onder meer George Peppard in een hoofdrol), Heaven Can Wait en Pretty Woman. Zijn laatste rol speelde hij in de in 2004 verschenen film Raising Helen.
Gastrollen vertolkte hij onder meer in legendarische series als All in the Family, Ironside, Kojak, The Love Boat en Hunter.
Hij overleed op 30 december 2006 in zijn woning in Los Angeles.